# Каленик Мышкович
Каленик Мышкович (? — не позднее 1450) — киевский боярин первой половины XV века, принадлежавший к ближнему окружению («верной раде») великого князя Свидригайла Ольгердовича, первопредок Тышкевичей. 

## Биография
Согласно предположению Сергея Полехова, Каленик Мышкович, вероятно, происходит из Чернигово-Северщины. Судя по патрониму, он был сыном боярина конца XIV — начала XV века Михаила (Мышка или Мыська); по мнению Владимира Собчука, тот был уроженцем Сновска Северского. Историк Наталья Яковенко, основываясь на актовых источниках и записи о «роде пана Калениковича и паны его» из памятника Киево-Печерской лавры, приводит имена братьев: Андрей, Павел и Есько (иногда к их перечню относят и Гринька Мышковича). По мнению Н. Яковенко, упомянутый в памятнике Климентий является крёстным именем Каленика, а женское имя Огрефина, выступающее в паре, принадлежит жене.
При Свидригайло служил «за голову к совету и десницей к войне». Польские геральдисты, прежде всего Симон Окольский, ссылающийся в своей работе на грамоты из «архива Тышкевичей», отмечают, что в 1434 году Каленик занял должности наместников путивльского и звенигородского. Кроме того, Окольский именует его «маршалком» великого князя, хотя это известие кажется легендарным.
Согласно дарственной грамоте Свидригайло от 17 октября 1437 года, объявленной в Киеве, Каленик Мышкович получил за верную службу ряд населённых пунктов. Речь идет о селах Бурковцы и Бодище около Звягля, Михеевичи, Ходорковичи и Тейконничи в Житомирском уезде, а в Овручском — сёла Остафьево на Кнорине, Вальковичи, Демидковичи, под Полонным Вищи и Кусопичи, и Плище на Случе. В собственность боярина так же перешла и местность Чертолисы, на которой позже возник Бердичев.
Поскольку потомки Каленика Мышковича пользовались гербом «Лелива», литовский историк Р. Петраускас высказал предположение, что его он мог получить в 1432–40 годах от Ивашки Монивидовича, отец которого принял этот герб по Городельской унии. В то же время О. А. Однороженко склоняется к мнению, что боярин пользовался самобытным знаком, сложившимся на местной почве и лишённым заметных внешних влияний.
Неизвестно, сохранил ли Каленик свои уделы в 1440-е годы, или был отстранён от наместничества киевским князем Олельком Владимировичем.
Оставил после себя сыновей Сенька (подскарбий и подканцлер у Свидригайло, 1446–52), Федька, Дашка, Ивана (архимандрит Киево-Печерского монастыря) и Каленика (фиксируется источниками в 1457/1458–1488 гг.). От сына последнего, земянина Тышки, происходит шляхетский род Тышкевичей. К. Мышкович умер до 20 августа 1450 года.

## Память
В 2016 году именем Каленика был назван один из переулков города Звенигородка.